# Monastère de la Déposition-de-la-Robe-de-la-Vierge
Le monastère de la Déposition-de-la-Robe-de-la-Vierge (en russe : Ризополо́женский монасты́рь) est un des plus anciens monastères de Russie.
Il a été fondé en 1207, dans la partie nord de la ville de Souzdal, non loin du kremlin de Souzdal et de la rivière Kamenka, affluent de la Nerl. Les premières constructions en pierre de l'ensemble apparaissent au XVIe siècle. Les vestiges plus anciens ne sont pas parvenus jusqu'à notre époque. Le monastère est connu notamment pour l'influence spirituelle qu'y joua la religieuse Euphrosyne de Souzdal, fille du prince Michel Ier de Kiev, mort martyrisé par la Horde d'or. La Déposition de la robe de la Vierge est une fête religieuse orthodoxe qui remonte à l'année 452, quand la relique de la robe de la Vierge Marie fut déposée dans une chapelle à Constantinople après avoir été ramenée de Palestine. Il est situé au no 79 de la rue Lénine, l'artère principale de la ville.

## Histoire

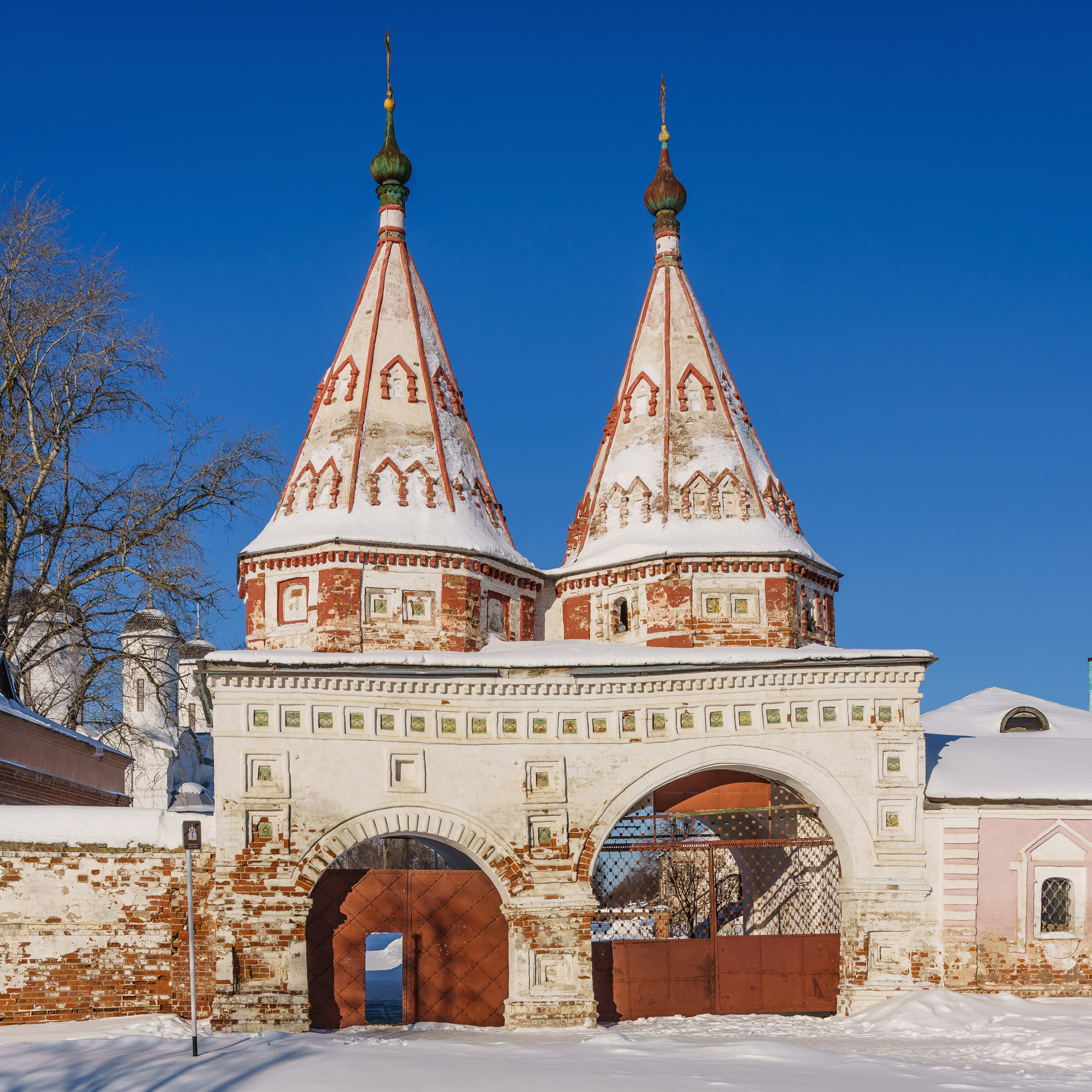
Saintes Portes du monastère de la Déposition.

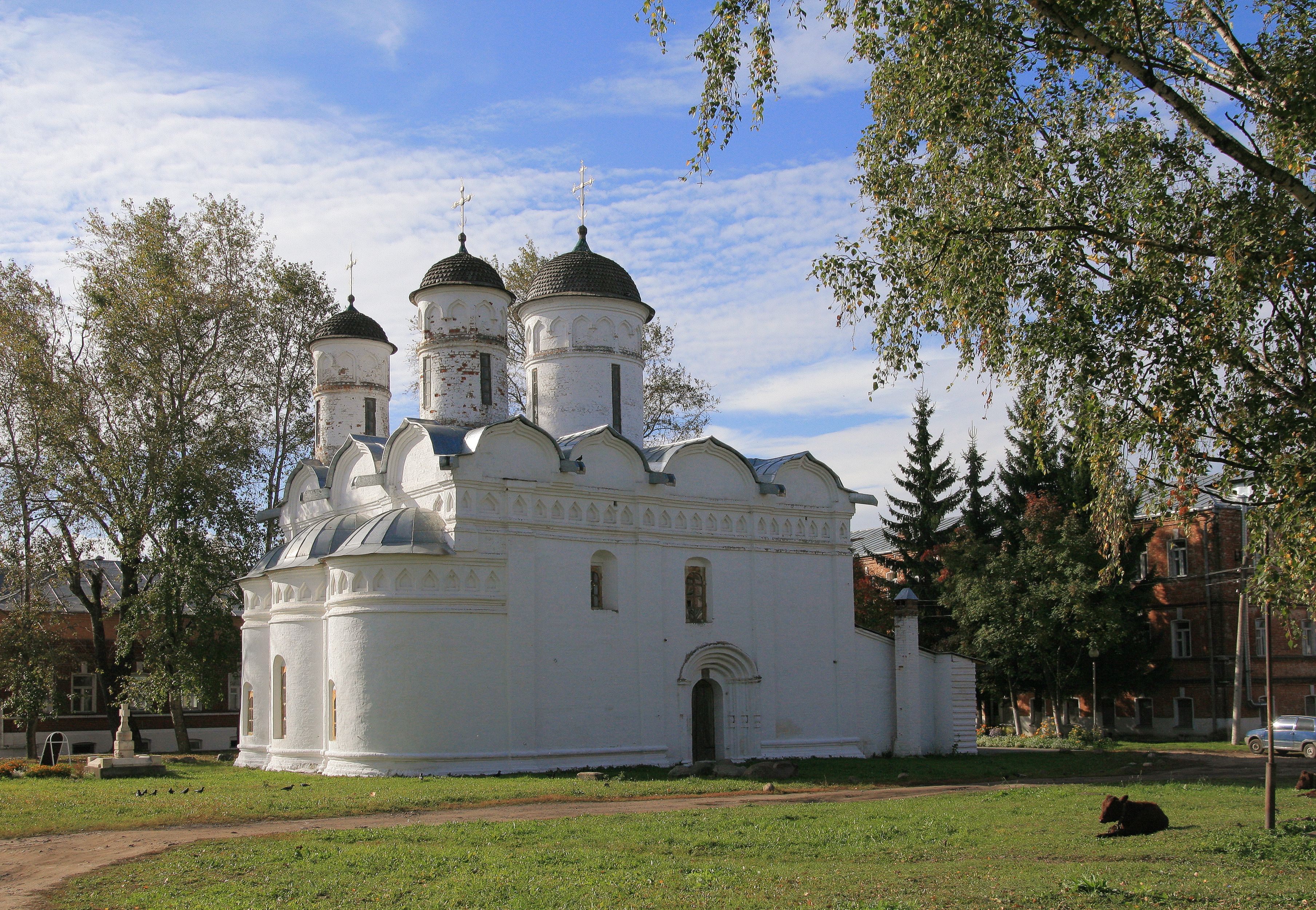
Cathédrale de la Déposition-de-la-Robe.

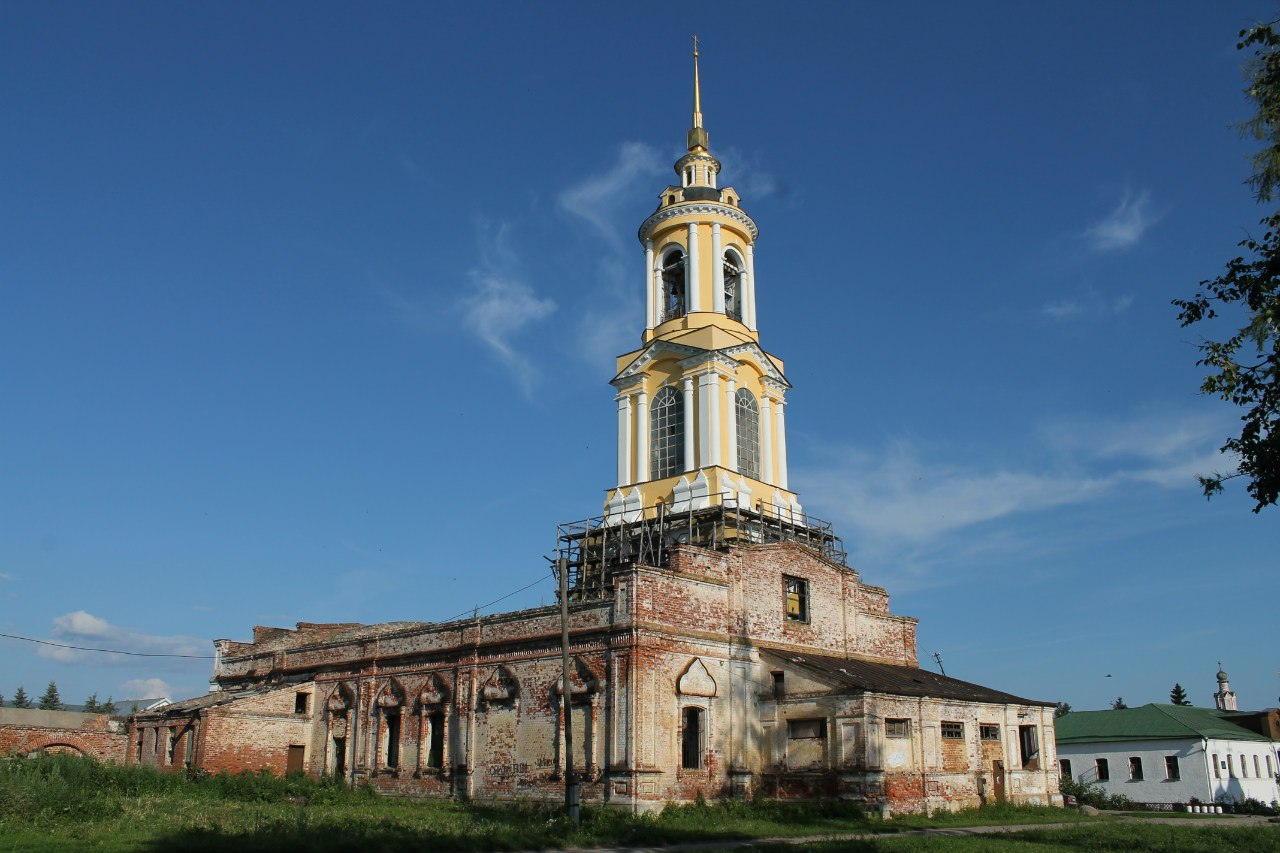
Beffroi de Souzdal et église-réfectoire de la Présentation de Jésus au Temple détruite dans les années 1930.

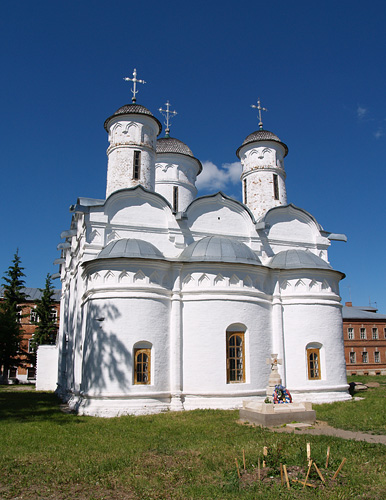
Cathédrale de la Déposition, vue des absides.

Le monastère fut fondé en 1207, par l'évêque de Souzdal : Johan II. À l'origine, il s'étendait sur le posad en dehors des fortifications du kremlin. 

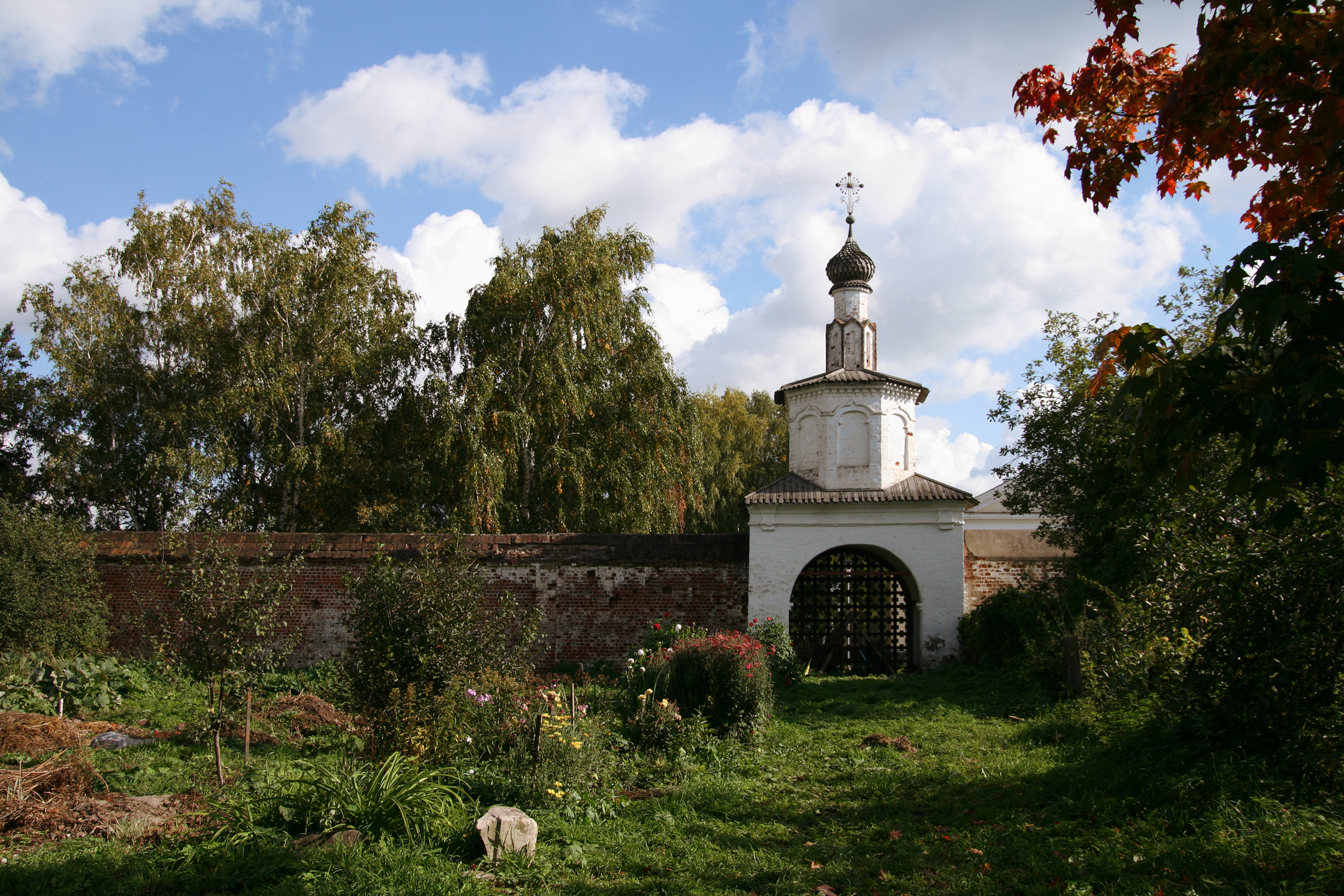
Saintes-Portes de l'ancien monastère de la Trinité.

Anania Fiodorov, sacristain de la cathédrale, dans ses descriptions historiques de Souzdal, le situe au nord-est du Kremlin de Souzdal et de sa cathédrale de la Nativité à une distance maximale de 4 stades (1/5 de verste) de ceux-ci . Le monastère est séparé des murs de la ville par des fossés. Actuellement, le monastère se trouve dans une partie plus peuplée de la ville de Souzdal. Selon le moine Grigori, le monastère existait avant l'invasion des terres russes par les Tatars en 1238.
Les premières constructions du monastère étaient en bois, mais n'ont pas subsisté jusqu'à nos jours. La partie la plus ancienne encore existante est la cathédrale de la Déposition-de-la-Robe, construite au début du XVIe siècle. Au XIIIe siècle à côté du monastère de la Déposition-de-la-Robe, fut construit un couvent destiné aux veuves du monastère de la Trinité. Selon la tradition, il fut édifié pour réaliser le vœu de la vénérable Euphrosyne. À la fin du XVIIe siècle, sous le métropolite Illarion de Souzdal (1631-1708), les bâtiments du monastère furent considérablement modifiés. Sous la direction de trois architectes de Souzdal - André Chmakov, Ivan Mamine et Ivan Griaznov - sont ajoutées les Saintes-Portes du monastère de la Déposition-de-la-Robe comprenant deux clochers (1688) à la silhouette étonnante. Quant à la partie ouest de la cathédrale du monastère de la Déposition, elle se vit adjoindre un parvis (paperte) . À la même époque, le monastère de la Trinité et ses murs d'enceinte sont construits, dont l'ensemble sera détruit par explosion dans les années 1930 (« фотография собора » [archive du 29 novembre 2012]). De ces constructions, il subsiste encore aujourd'hui la Sainte-Porte avec ses deux clochers et une tour d'angle qui font partie du monastère de la Déposition. En 1764, le monastère de la Trinité est désaffecté, et ses terres rattachées à des propriétés voisines.
Au début du XIXe siècle, en 1813-1819, un beffroi de 72 mètres de haut est construit sur le domaine du monastère en l'honneur de la victoire sur Napoléon en 1812. Il est dénommé « vénérable beffroi » et a été construit sous la direction du maçon local Kouzmyne. C'est l'édifice le plus haut de la ville et les ruines d'un précédent beffroi lui ont servi de bases.
Il est entièrement de style classique et est très représentatif du style de son époque, mais ne présente par contre aucune harmonie par rapport au style de l'ensemble de la ville de Souzdal. Depuis le puissant portail à la base jusqu'au sommet surmonté d'une longue flèche, les étages se succèdent utilisant des doubles colonnes pour séparer les différents frontons décoratifs qui se font de plus en plus réduits à chaque étage.
Le dernier édifice de l'ensemble monacal est l'église-réfectoire de la Présentation de Jésus au Temple qui est construit en briques rouges en pastiche de style russe ou pseudo-russe (1882). Il n'en subsiste plus que l'ossature au pied du beffroi.
En 1923, le monastère de la Déposition est fermé et ses douze cloches sont envoyées à la fonderie. Dans ses locaux sont installés les gardiens du centre de détention des dissidents politiques, eux-mêmes enfermés au monastère du Sauveur-Saint-Euthyme. Une centrale électrique est installée dans la cathédrale de la Déposition-de-la-Robe et les Saintes-Portes sont utilisées comme dépôt de carburant.
En 1999, le monastère est rendu à l'Église orthodoxe russe et un couvent de femmes y est rétabli qui dépend de l'éparchie de Vladimir et Souzdal.

## Ensemble architectural du monastère
La cathédrale de la Déposition-de-la-Robe (1520-1560) est un exemple d'édifice sans piliers avec, du côté de l'autel, trois absides accolées. La construction est en carré, à quatre façades et l'ensemble est recouvert de trois coupoles. L'intérieur est dépourvu de structures porteuses apparentes, sinon les murs latéraux. L'édifice est couronné de trois hautes et légères coupoles, ce qui est inhabituel à cette époque, dans ce type de bâtiment. Les murs lisses sont découpés d'embrasures de fenêtres de style simple ; quant aux façades de côté elles sont surmontées de zakomars. Ils sont quatre, mais séparés sur la façade par trois pilastres.
Ils surmontent un portail au centre de la façade. Le parvis, construit en 1688 à l'ouest de l'église, se distingue par une décoration très riche comprenant un portail sculpté, avec des colonnes garnies de tresses et de faïences, entouré de chambranles décorés. Les coupoles de la cathédrale ont connu quelques transformations au cours des siècles. Leur forme initiale de casque a été modifiée en forme de bulbes au cours du XIXe siècle. En 1929, la cathédrale fut transformée en centrale électrique et ce n'est qu'en 1960 que lors de la restauration qui a lieu à cette époque, que ces coupoles retrouvent leur forme originelle
La construction la plus intéressante du monastère est celle des Saintes-Portes avec leurs deux clochers pyramidaux, érigées en 1688
.  Les portes, avec leurs deux grandes arcades de tailles différentes, sont garnies de sculptures en pierre, de rangées de chirinki garnis de faïences. L'arc principal a presque la forme d'un demi-cercle, le plus petit est recouvert sous son arc par de légers bossages. Les arcs sont surmontés par deux coupoles en forme de tente octogonales, sur les pans desquelles sont posées de petites fausses-lucarnes. Le petit tambour à la base des coupoles est garni de petites fenêtres et de caissons. La couleur utilisée pour l'édifice a souvent varié au cours des siècles.
L'église-réfectoire de la Présentation de Jésus au temple (« фото начала XX века » [archive du 29 novembre 2012]), est construite en 1882 à l'emplacement d'un ancien édifice plus ancien. Il ne subsiste plus aujourd'hui que les murs en brique rouge de cet édifice. La décoration qui subsiste montre que le style était de genre pseudo-russe. À l'époque soviétique, après la fermeture du monastère, le bâtiment sert de local à un club puis est transformé en salle de cinéma.
Dans le domaine du monastère de la Déposition-de-la-Robe sont conservées également les Portes-Saintes de ce qui fut le monastère de la Trinité. Elles rappellent les Saintes-Portes qui se trouvent à l'entrée du monastère d'Alexandre à Souzdal. Ce qui n'est pas dû au hasard : c'est Ivan Griaznov qui est le dernier constructeur à s'occuper à la fois à la fin du XVIIe siècle de la construction du monastère de la Déposition-de-la-Robe et du monastère de la Trinité.
Liste des édifices :
- Cathédrale de la Déposition-de-la-Robe-de-la-Vierge 1520—1560.
- Saintes-Portes aux deux clochers 1688.
- Le vénérable beffroi 1813—1819.
- Église-réfectoire de la Présentation de Jésus au temple 1882.

### Sources
- (ru) Протопопов, «Исторический очерк города Суздаля» («Владимирские губ. ведомости», 1839, № 25—37);(traits historiques de Souzdal)
- (ru) Кисленской, «История Суздаля и его древности» (СПб., 1848); (Histoire de Souzdal et de son lointain passé)
- (ru) гр. М. В. Толстой, «Путевые заметки из древней суздальской области» (СПб., 1869); Тихонравов, (observations sur le vieux Souzdal)
- (ru) «Археологические заметки о городах С. и Шуе» («Записки Русского археологического общ. по отд. русско-славянской археологии», т. I, СПб., 1851).(mémoire d'archéologie de la société russo-slave d'archéologie)
- (ru) Варганов А. Д., Из ранней истории Суздаля (IX—XIII вв)( différentes histoires de Souzdal), М.
- (ru) Пудалов Б. М., Русские земли среднего поволжья (вторая треть XIII – первая треть XIV в.)
- (ru) Nikolaï Voronine, Guide à travers les vieilles cités de la Région de Vladimir, Moscou, Iskpousstvo, 1974, 303 p.